# Шепинген
Шепинген (њем. Schöppingen) општина је у њемачкој савезној држави Северна Рајна-Вестфалија. Једно је од 17 општинских средишта округа Боркен. Према процјени из 2010. у општини је живјело 8.310 становника. Посједује регионалну шифру (AGS) 5554052.

## Географски и демографски подаци
Шепинген се налази у савезној држави Северна Рајна-Вестфалија у округу Боркен. Општина се налази на надморској висини од 90 метара. Површина општине износи 68,8 km². У самом мјесту је, према процјени из 2010. године, живјело 8.310 становника. Просјечна густина становништва износи 121 становника/km².

## Међународна сарадња
| Мјесто    | Држава    | Врста сарадње | Од    |
| --------- | --------- | ------------- | ----- |
| Дипенхајм | Холандија | партнерство   | 1978. |
| Извор     |           |               |       |